# ثان شوي
كبير الجنرالات ثان شوي (مواليد 2 فبراير 1933) هو ضابط عسكري بورمي،شغل منصب رئيس الدولة للسلام والتنمية في 23 أبريل 1992،والتي أطاحت بالرئيس ساو ماونغ،واستمر في المنصب حتى تنحى رسميًا في 30 مارس 2011،مما سهل انتقال السلطة إلى ثين سين،كما شغل منصب القائد العام للخدمات الدفاعية من 23 أبريل 1992 حتى 30 مارس 2011،ورئيسًا للوزراء من 23 أبريل 1992 حتى 25 أغسطس 2003،وشهدت فترة حكمه تنفيذ سياسات مختلفة تهدف إلى التنمية الاقتصادية وتحسين البنية التحتية والتحديث،وشارك في الجهود المبذولة لتحقيق الاستقرار في البلاد ووقف الصراعات الداخلية في البلاد،وتميزت قيادته بإنجازات كثيرة،غير أنها واجهت أيضًا التدقيق والنقد،وخاصة فيما يتعلق بانتهاكات حقوق الإنسان والقيود المفروضة على الحريات السياسية،وتزامنت فترته مع فترة انتقال سياسي وتدقيق دولي،حيث واجهت ميانمار تحديات داخلية وخارجية،وهو لايزال يتمتع بنفوذ كبير في الجيش إلى يومنا هذا.